# Марта
Ма́рта (грец. Μάρθα, лат. Martha) — християнське жіноче ім'я. Походить через грецьке та латинське посередництво від арамейського מרתה (Martâ) — «пані», «володарка».
Ім'я поширилось, очевидно, з християнством. Зараз цим іменем називають дівчаток у країнах Америки, Середземномор'я, Західної, Північної та Східної Європи у формах:
- «Марта» (Росія, Україна, Білорусь, Болгарія, Північна Македонія, Сербія, Чорногорія)
- «Марфа» (Росія, Україна, Білорусь)
- «Marta» (Польща, Чехія, Словаччина, Угорщина, Хорватія, Словенія, Іспанія, Португалія, Італія, Каталонія, Румунія, Молдова, Естонія, Латвія, Ірландія, Нідерланди, Норвегія, Данія, Ісландія)
- «Martha» (Англія, Уельс, Німеччина, Нідерланди, Норвегія, Данія, Ісландія)
- «Martje» (Фрисландія)
- «Marthe» (Франція, Німеччина, Норвегія, Данія)
- «Marte» (Норвегія, Данія, Басконія)
- «Märtha» (Швеція)
- «Maruta» (Японія)

Зменшувальні форми: Мартонька, Марточка, Мартуня, Мартуся, Мартусечка.

## Іменини
6 лютого, 4 травня, 9 червня, 4 липня, 6 липня, 1 вересня.

## Відомі носійки

### Політичні, громадські та релігійні діячки
- Преподобна Марта — візантійська християнська свята з Антіохії.
- Марта Чорна (псевдо Медея; ?—1943) — українська підпільниця, розвідниця ОУН(р).
- Марта Бандера (1907—1982) — українська підпільниця, старша сестра Степана Бандери.
- Марта Пашківська (псевдо Марта, Маруся, Мартуся, Мартуня; 1925—1949) — зв'язкова Романа Шухевича.
- Марта Вашингтон (до шлюбу Дендрідж; 1731—1802) — перша леді США, дружина першого президента США Джорджа Вашингтона.
- Марта Рішар (до шлюбу Бетенфельд; 1889—1982) — французька політична діячка та шпигунка часів Першої світової війни на прізвисько "Жайворонок", учасниця французького Руху Опору під час Другої світової війни. Перша жінка-пілот Франції, письменниця.
- Марта Стюарт (до шлюбу Костира; нар. 1941) — американська підприємиця польського походження.
- Марта Кос (нар. 1965) — словенська журналістка, дипломатка та політична діячка.

### Діячки мистецтв
- Марта Тарнавська (до шлюбу Сеньківська; нар. 1930) — українська поетеса.
- Марта Шебешт'єн (нар. 1957) — угорська вокалістка в стилі етнічної музики.
- Марта Аргеріх (нар. 1941) — аргентинсько-швейцарська піаністка.
- Марта Токар (нар. 1930) — українська художниця, заслужена діячка мистецтв України.

### Науковиці
- Марта Богачевська-Хом'як (нар. 1938) — українська феміністка в діаспорі, історик.

## Ім'я в мистецтві

### Мистецькі твори
- повість «Марта», автор Микола Дерлиця
- роман «Марта», авторка Анна Броделе (Anna Brodele)
- опера «Марта», автор Фрідріх Адольф Фердінанд, Фрайгерр фон Флотов (Friedrich Adolf Ferdinand Freiherr von Flotow)
- роман «Марта Квест», авторка До́ріс Мей Ле́ссінг (Doris May Lessing)

Героїні
- Марта Висоцька — героїня роману Валер'яна Підмогильного «Невеличка драма» (Підмогильний В. Невеличка драма: роман на одну частину. — К.: Знання, 2014. — 294 с.).
- дівчинка Марта — героїня повісті для підлітків Дзвінки Матіяш «Марта із вулиці Святого Миколая» (Дзвінка Матіяш. Марта із вулиці Святого Миколая: повість. — Львів: Видавництво Старого Лева, 2015. — 240 с.).
- донна Марта — персонажка комедії Тірсо де Моліни «Благочестива Марта», написаної в 1615 році.
- Мартуся — героїня серії книг для дітей «Маленький світ Мартусі» Делае Ж., Марльє М.

## Ім'я «Марта» в географії
- місто Марта — муніципалітет в Італії, у регіоні Лаціо, провінція Вітербо
- місто Санта-Марта — столиця департаменту Магдалена, Колумбія
- Сьєрра-Невада-де-Санта-Марта (ісп. Sierra Nevada de Santa Marta) — гірський масив на півночі Анд
- Національний парк Сьєрра-Невада-де-Санта-Марта (ісп. Parque Nacional Natural Sierra Nevada de Santa Marta) — природний національний парк у Колумбії.
- річка Марта — річка в Краснодарському краї, впадає в Краснодарське водосховище
- станиця Мартанська — станиця в Краснодарському краї, на річці Марта
- річка Марта — річка в Криму.

## Під покровом святої Марти
- місто Варизелла
- місто Гадоні
- місто Магрельйо
- місто Талана